# Geršon ben Šlomo Katz
Geršon ben Šlomo ha-Kohen Katz (také v mnoha dalších variantách jsko Gerson (Gershom) ben Salomo Kohen Katz, Gershon/Gershom ben Shlomo ha-Kohen, Gershon ben Solomon Ha-Kohen, Gershon Katz, Gershon Kaz, Gerson Kazho, Gershom ben Shlomo Kohen, nebo Geršom Kohen atd., 1475, německé země - 1541 nebo 1544, Praha) byl pražský židovský tiskař, zakladatel první hebrejské knihtiskárny v Praze. Jeho potomci, kteří pokračovali v jeho činnosti se stali známými jako Geršoni. 
Koncem roku 1526 vytiskl první pesachovou Hagadu. Kniha byla doplněna dřevotiskovými ilustracemi z velké části od Chajima Šachora ve stylu Holbeina a Dürera. Kniha je považována za mistrovské dílo, které výrazně ovlivnilo styl pozdějších hagad.

## Rodina
Narodil se jako syn Šloma ha-Kohena Katze (psáno také Solomon [Shlomo / Salomo] Cohen). Jeho bratr byl Geronim ben Salomo Katz (též Geronim [Hieronymus] ben Salomo Cohen, 1480–1526). Kolem roku 1509 se usadil v Praze, kde působil jako výběrčí daní. Další příbuzní žili v Českých Budějovicích a Krakově.
Geršon se oženil s Květnou (Cemach), dcerou Evy. Manželé měli několik dětí: 
- Šlomo ben Geršon Katz (1498-1540)
- Moses ben Geršon Katz (1500-1556)
- Mordechai Zemach Katz (též Mordechai Rabbi Caz, 1502-1591),
- Judah ben Geršon Katz (1506-1541)
- Benjamin
- jedna dcera neznámého jménem bat Geršon ben Šlomo Katz (* 1504).

## „Cazische Buchdruckerei“ a Geršoni

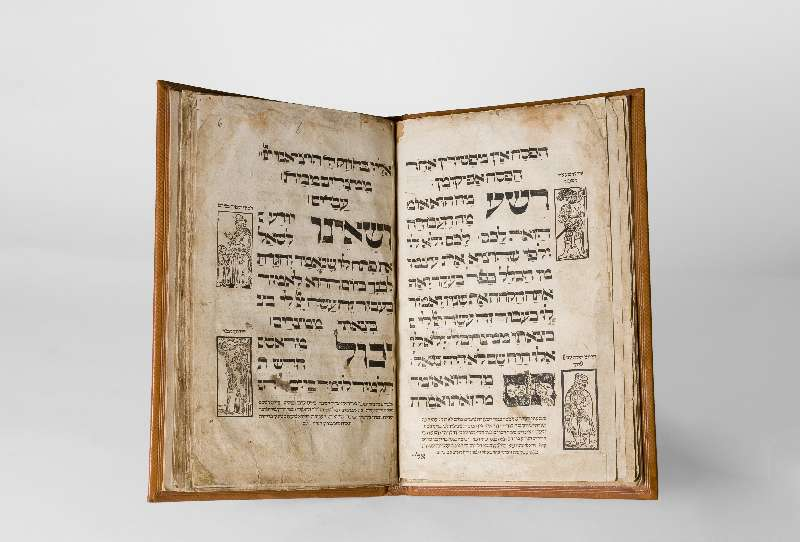
Pražská hagada vytištěná roku 1526 bratry Geršonem a Gronem Katzovými. Izraelské muzeum.

Praha byla na počátku 16. století nejvýznamnějším místem hebrejských tiskáren pro střední a východní Evropu. První modlitební kniha v hebrejštině zde byla vytištěna v roce 1512. V témže roce založil Geršon ben Šlomo Kohen Katz s několika společníky svou pražskou oficinu. Jeho rodinné znamení, ruce sepjaté v modlitbě, bylo uvedeno na předsádkách několika tisků. V roce 1517 vlastnili dům a roku 1521 jeho žena zakoupila další dům, aby mohl rozšířit výrobu. V roce 1526/1527 získal privilegium jediného hebrejského knihtiskaře v Praze.
Po vyučení pracovali v pražské tiskárně také jeho čtyři synové. Tiskli modlitební knihy, Pentateuch, exegetické spisy a talmudickou literaturu. O distribuci knih v Krakově se starali bratři Heliczové a významný byl také prodej knih ve Frankfurtu nad Mohanem. Po smrti Geršona Kohena Katze požádal jeho syn Moses císař Ferdinanda I. o privilegium, které měl již jeho otec. To mu bylo uděleno v roce 1545. Za vedení syna Mordechaje Zemacha dílna vzkvétala a později byl značně rozšířena. Podniku se dařilo asi do roku 1594, ale poté byl vytlačen konkurencí a znovu obnoven až v roce 1670. Geršoni drželi tiskárnu až do roku 1728. V té době „Cazische Buchdruckerei“ změnila majitele. Své jméno ale nesl až do roku 1784.
Potomci Geršona Kohena Katze v průběhu 17. století působili ve Fürthu, Wilmersdorfu a Sulzbach jako sazeči. Tiskem kabalistických děl se zabývala také sazečka Reichel bat Jicchak ben Juda (Jüdels) Katz (1655–1701).

## Publikace
- 1518: Pentateuch s komentářem Rashiho [2]
- 1522: Maḥzor [2]
- 1526: Pesachová hagada [6]